# Викрадення танку в Сан-Дієго
Викрадення танка M60A3 Національної гвардії США було скоєне 17 травня 1995 року Шоном Тімоті Нельсоном з подальшим руйнуванням автомобілів і комунікацій у передмісті Сан-Дієго (Каліфорнія, США).
35-річний Нельсон був жителем Каліфорнії та ветераном армії США, відомим своєю дивною поведінкою. На момент скоєння злочину нещодавно зазнав фінансових, професійних і міжособистісних невдач, деякі з яких були спричинені тривалим зловживанням психоактивними речовинами.
17 травня він викрав танк вагою 57,3 т з місцевої зброярні Національної гвардії Каліфорнійської армії та проїхав на ньому шість миль (9,7 км), трощачи автомобілі та інфраструктуру на своєму шляху, але нікого не поранив. Танк потрапив в аварію і був частково виведений з ладу. Поліцейські зламали люк і застрелили Нельсона.
Мотиви Нельсона невідомі. Інцидент підняв питання про військову безпеку зброярень гвардії та спричинив зміни у сховищах танків Каліфорнії.

## Передісторія

### Шон Нельсон
Шон Тімоті Нельсон народився 21 серпня 1959 року в Каліфорнії. Він був другим із трьох синів Бетті та Фреда Нельсонів. Виріс у Клермонті, Сан-Дієго. В 1984 році одружився на Сьюзі Геллман у 1984 році.
I У 1978 році Нельсон вступив на службу в армію Сполучених Штатів ] і пройшов навчання у Форт-Ноксі. Він служив у Німеччині в танкових військах армії США на посаді командира танка. У 1980 році Нельсон через «багатогранні дисциплінарні проблеми» був відправлений у відставку, хоча й з позитивною характеристикою. Згодом він почав успішну кар'єру в сантехніці, зрештою відкривши власний бізнес у Сан-Дієго в 1991 році.
У Клермонті Нельсон мав сумнівну славу через свою незвичайну поведінку. Він косив свій газон уночі, шукав золото, викопавши яму заглибки 6 м на задньому дворі. Його двір був завалений сміттям і деталями машин. У 1994–1995 роках поліція відвідувала його помешкання дев'ять разів через різноманітні виклики, починаючи від повідомлень про домашнє насильство і закінчуючи скаргою на викрадення фургона. Втім, хоча він був відомий своїми витівками, сусіди мало його знали..
Нельсон довго боровся зі зловживанням алкоголем і метамфетамінами; через ці його залежності від нього у 1991 році пішла дружина. Фургон і сантехнічні інструменти Нельсона були вкрадені в червні 1994 року, і його підрядний бізнес занепав. До травня 1995 року Нельсон мав «історію медичних проблем», включаючи перелом хребта, спричинений аварією мотоцикла. Він ніде не працював, втратив право власності на свій будинок на Вілламетт-авеню (комунальні послуги у будинку були відключені) і отримав повідомлення про виселення, до того ж нещодавно розлучився з дівчиною. Відомо, що він робив заяви, які натякали на самогубство.

### Зброярня
Зброярня Національної гвардії Каліфорнії, розташована за координатами 32°48′02″ пн. ш. 117°09′42″ зх. д. / 32.800612° пн. ш. 117.161560° зх. д., була оточена парканом із сітки 2,4 м заввишки, який завершувався трьома смугами колючого дроту. Персонал зазвичай уходив о 18:00.

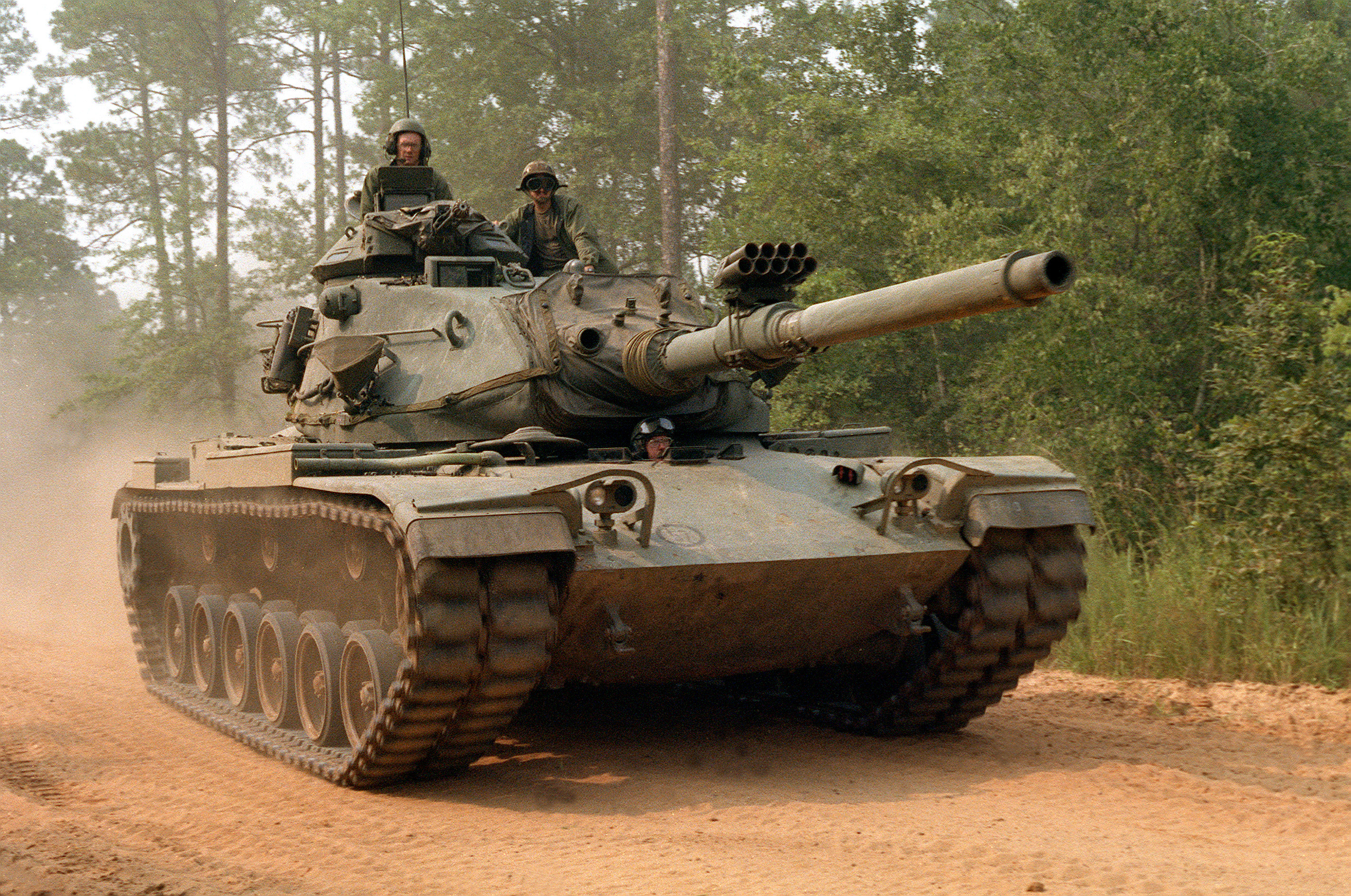
Танк M60A3 Національної гвардії Джорджії у Форт-Стюарт, липень 1983 року

Танк M60A3 має довжину 9,4 м, важить 57,3 тонни у бойовому завантаженні, і може розвивати швидкість до 72 км/год із запасом ходу близько 480 км. На танку встановлені 7,62-мм кулемет M73, 12,7-мм кулемет Browning M2 і 105-мм танкова гармата M68; але у зброярні вся ця зброя була розряджена.

## Викрадення і погром
Увечері 17 травня ворота зброярні не були зачинені, оскільки персонал працював допізна. О 18:30 на територію в'їхав на своєму мікроавтобусі Chevrolet Van Нельсон, розпатланий і без сорочки. Він зламав навісні замки на трьох різних танках, потім завів M60A3. Приблизно о 18:45 він проломив танком ворота зброярні та поїхав житловими районами Сан-Дієго.
Свідки стверджували, що дії Нельсона виглядали так, наче він умисно намагався завдати якнайбільшої матеріальної шкоди, при цьому не поранивши людей. Протягом 25 хвилин роїхавши приблизно 10 км, він таранив мости, пожежні гідранти, світлофори, автобусну зупинку і стовпи електропередач, внаслідок чого близько 5100 домогосподарств залишилися без електрики, а також розчавив близько сорока автомобілів, але не поранив жодної людини.
Поліція Сан-Дієго (San Diego Police Department, SDPD) дізналася про інцидент о 18:46. Поліціянти вирушили на перехоплення танка, Каліфорнійська державна дорога 163 (SR 163) була перекрита. Капітан SDPD сказав про навички Нельсона з водіння танка так: «Він явно знав, що робив, і дуже добре управлявся з танком» (англ. He obviously knew what he was doing. He was working that tank pretty good).

## Смерть
Виїхавши на SR 163, танк Нельсона врізався у дорожний бар'єр висотою 90 см на 32°47′38″ пн. ш. 117°09′30″ зх. д. / 32.793958° пн. ш. 117.158426° зх. д., біля Меморіального госпіталю Шарпа. Від удару змістилася одна гусенична стрічка танка. Четверо офіцерів SDPD піднялися на танк і відчинили люк (який був на бойовому блокуванні) болторізами. Нельсон відмовився здатися і спробував скинути поліціянтів, розвертаючи танк.
Не маючи зброї для пробиття броні й сумніваючись щодо озброєння Нельсона, поліція застрелила його. Через два дні після інциденту Los Angeles Times повідомила, що Нельсон був поранений у праве плече, а The New York Times — що він був живий, коли його витягли з танка. Через 18 днів після інциденту People написали, що Нельсона поранили в ліве плече, і він помер на місці. Пізніше Sharp Memorial повідомив, що Нельсон помер від вогнепальних поранень, не уточнюючи, скільки разів в нього стріляли. Офіс коронера Сан-Дієго заявив, що від Нельсона «пахло алкоголем»; зрештою було встановлено, що вміст алкоголю в крові загиблого вдвічі перевищував дозволену для водіння межу.

## Наслідки
Друзі Нельсона розкритикували дії поліції, заявляючи, що вона мала застосувати сльозогінний газ або вести переговори. Капітан SDPD Том Холл захистив це рішення, сказавши, що «суть полягає в тому, що ми повинні були зупинити цього хлопця». Окружний прокурор округу Сан-Дієго пізніше постановив, що стрілянина була виправданою, оскільки, якби Нельсону вдалося вивільнити танк, він міг поранити або вбити людей.
Каліфорнійська нацгвардія була визнана винною у недбалості. Штат виплатив загалом 149 201 долар США (еквівалентно 289 855 доларам США у 2023 році):
- компанії Pacific Bell(інші мови) — 10 000 доларів США (еквівалентно 19 427 у 2023),
- місту Сан-Дієго — 12 500 доларів США (еквівалентно 24 284 у 2023),
- San Diego Gas & Electric(інші мови) — 40 965 доларів США (еквівалентно $79 585 у 2023),
- решту 326 390 — окремим громадянам, переважно за пошкодження транспортних засобів[13].

Національна гвардія визнала, що транспортні засоби, які в'їжджали на територію зброярні, не перевірялися, незважаючи на посилені заходи безпеки після нещодавнього вибуху в Оклахома-Сіті. Майор Ед Гейл розповів ЗМІ, що Нельсон, очевидно, зламав зовнішній замок на танку, щоб отримати доступ, і що це була перша крадіжка танка зі зброярні. Наступного дня з ще 28 танків Національної гвардії в Південній Каліфорнії було знято акумулятори, і мер Сан-Дієго Сьюзен Голдінг написала губернатору Каліфорнії Піту Вілсону, вимагаючи розслідування дотримання безпеки у зброярнях. До листопада 1996 року Нацгвардія покращила охорону своїх зброярень та перемістила всі свої танки у Форт Ірвін або в Кемп-Робертс.